# المپیک زمستانی ۱۹۳۶
بازی‌های المپیک زمستانی ۱۹۳۶ (به انگلیسی: IV Olympic Winter Games) در شهر گارمیش-پارتنکیرشن در کشور آلمان از ۶ تا ۱۶ فوریه ۱۹۳۶ برگزار شد.
در این دوره از بازی‌ها نروژ با ۷ طلا، ۵ نقره و ۳ برنز مقام اول این رقابت‌ها را به دست آورد. آلمان با ۳ طلا، ۳ نقره و ۰ برنز مقام دوم را کسب کرد و تیم سوئد با ۲ طلا، ۲ نقره و ۳ برنز به مفام سوم رسید است. تیم ایران در این دوره از بازی‌ها حضور نداشته است.

## ورزش‌ها
- بابسلد (۲) (جزئیات)
- هاکی روی یخ (۱) (جزئیات)
- اسکیت روی یخ
  -  اسکیت نمایشی (۳) (جزئیات) 
  -  اسکیت سرعت (۴) (جزئیات)
- اسکی
  -  اسکی آلپاین (۲) (جزئیات) 
  -  اسکی نوردیک  (جزئیات) 
    -  اسکی صحرانوردی (۳) (جزئیات) 
    -  نوردیک ترکیبی (۱) (جزئیات) 
    -  اسکی پرش (۱) (جزئیات)

## کشورهای شرکت‌کننده
- استرالیا (۱)
- اتریش (۶۰)
- بلژیک (۲۷)
- بلغارستان (۷)
- کانادا (۲۹)
- چکسلواکی (۴۸)
- استونی (۵)
- فنلاند (۱۹)
- فرانسه (۲۸)
- آلمان (۵۵) (میزبان)
- بریتانیای کبیر (۳۸)
- یونان (۱)
- مجارستان (۲۵)
- ایتالیا (۴۰)
- ژاپن (۳۱)
- لتونی (۲۶)
- لیختن‌اشتاین (۴)
- لوکزامبورگ (۴)
- هلند (۸)
- نروژ (۳۱)
- لهستان (۲۰)
- رومانی (۱۵)
- اسپانیا (۶)
- سوئد (۳۲)
- سوئیس (۳۴)
- ترکیه (۶)
- ایالات متحده آمریکا (۵۵)
- یوگسلاوی (۱۷)

## جدول مدال‌ها

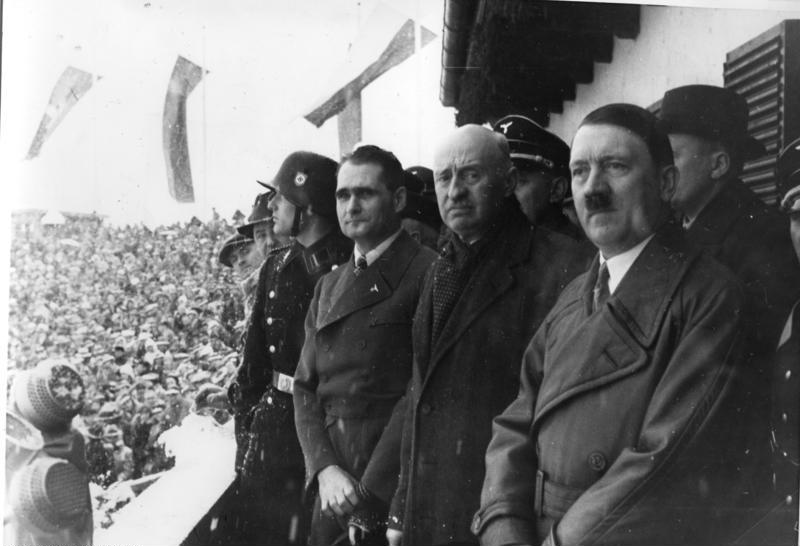
افتتاحیه المپیک زمستانی ۱۹۳۶ با حضور آدولف هیتلر و رودلف هس

*   کشور میزبان (آلمان)
| رتبه            | کشور                | طلا | نقره | برنز | مجموع |
| --------------- | ------------------- | --- | ---- | ---- | ----- |
| ۱               | نروژ                | ۷   | ۵    | ۳    | ۱۵    |
| ۲               | آلمان*              | ۳   | ۳    | ۰    | ۶     |
| ۳               | سوئد                | ۲   | ۲    | ۳    | ۷     |
| ۴               | فنلاند              | ۱   | ۲    | ۳    | ۶     |
| ۵               | سوئیس               | ۱   | ۲    | ۰    | ۳     |
| ۶               | اتریش               | ۱   | ۱    | ۲    | ۴     |
| ۷               | بریتانیای کبیر      | ۱   | ۱    | ۱    | ۳     |
| ۸               | ایالات متحده آمریکا | ۱   | ۰    | ۳    | ۴     |
| ۹               | کانادا              | ۰   | ۱    | ۰    | ۱     |
| ۱۰              | فرانسه              | ۰   | ۰    | ۱    | ۱     |
| ۱۰              | مجارستان            | ۰   | ۰    | ۱    | ۱     |
| مجموع (۱۱ کشور) | مجموع (۱۱ کشور)     | ۱۷  | ۱۷   | ۱۷   | ۵۱    |